# Ірина Пап
Ірина Пап (справжнє ім'я — Фрейда Йосипівна Пап; 4 травня 1917, м. Одеса — 8 травня 1985, м. Київ) — українська радянська фотограф, фотокореспондент. Засновниця однієї з перших шкіл фотографії у тогочасному СРСР. Як фоторепортер київського відділу газети «Известия» знімкувала ключові постаті та події 1950-60-х років.

## Життєпис
Народилася 4 травня 1917 року в Одесі у родині єврейсько-литовських друкарів.
Закінчила Київський інститут кіноінженерів та деякий час після навчання пропрацювала у московській студії кінохроніки. Після закінчення Другої світової війни повернулася до Києва. 
У 1949 році Ірина переїхала в Ужгород, де працювала кореспонденткою у газеті «Радянське Закарпаття». Там познайомилася зі своїм майбутнім чоловіком - фотографом Борисом Градовим. У 1951 році вони переїхали у Київ, а у 1952 Ірина почала керувати студією кінохроніки, яка зараз відома як «Укрінформ».
З 1958 до 1971 працювала у київському відділі газети «Известия». Більшість її робіт присвячені Україні та Києву.
У 1971 році заснувала фотошколу при Інституті фотожурналістики Спілки журналістів України та викладала у ній. Окрім штатних викладачів до школи запрошувалися лектори з України, Литви та Росії, такі як Дмитро Бальтерманц, Євген Халдей, Анастас Суткус. Серед випускників школи були відомі українські фотографи Віктор Марущенко, Валерій Керекеш, Сергій Пожарський, Ріта Островська, Олександр Ранчуков та інші. 
Померла 8 травня 1985 року у віці 68 років в Києві.

## Стиль
Опубліковані фотографії можна віднести до соціального реалізму які зображали щасливе повсякденне життя та партійні досягнення в радянській Україні. Український фотограф Валерій Мілосердов відмічав майстерність та прямоту з якою Ірина Пап робила свої знімки, але зазначив «парадність» фотографій в той час, як теми тогочасних репресій були відсутні у роботах фотографині.
Ірина не використовувала техніку фотомонтажу, натомість відшуковувала потрібні ракурси та кадри задля зображення повсякденного життя України яким воно було у момент часу. Велику увагу приділяла деталям. Відтак заради необхідного кадру Ірина провела цілий день у тунелях Київського метро напередодні його запуску. Інший приклад відданості роботі наводять її знайомі та розповідають, що вона не побоялася залізти в кабіну ядерного реактора під час зйомки в Інституті ядерної фізики у Києві.

## Фотографії та приватний архів
Пік її кар'єри припав на часи «відлиги» та масштабну розбудову СРСР. Фотографиня фіксує післявоєнну відбудову Києва, зокрема Хрещатика та запуск першої лінії Київського метрополітену. Також була однією з фотографів котрі зафіксували на плівці будівництво ЧАЕС. 
Серед відомих осіб які з’являються на її фотографіях є Фідель Кастро, Микита Хрущов, Йосип Броз Тіто, Леонід Брежнєв та інші. 
Оскільки Ірина була насамперед фотокореспонденткою більшість її робіт належала видавництвам газет та збереглися лише в архівних номерах видань. Значну частину робіт було збережено завдяки фотографу Валерій Милосердову, який у 1991 році знайшов коробку з негативами фотографині у редакції газети «Известия». Окрім цього зберігся приватний архів фотографині знімки з якого публікує її родина у соціальних мережах присвячених Ірині Пап.  
Всього архів робіт налічує 1063 зацифровані роботи.

## Визнання
У 1964 році роботи Ірини Пап були відмічені закордоном. Відтак німецький довідник з історії фотографії «Жінки світу фотографують» додає її до списку з двадцяти шести найкращих фотокореспонденток світу.
У 2017 році за підтримку культурного фонду Ізоляція у Києві пройшла інтерактивна виставка робіт Ірини Пап під назвою «Гра в минуле». 
У 2020 році французьке видавництво Editions Textuel випустило книгу «Світова історія жінок-фотографів». Окрім Ірини Пап до неї потрапили знімки трьох інших українок: Софії Яблонської-Уден, Параски Плитки-Горицвіт та Рити Островської.
Також Ірині Пап та Олександрі Екстер було присвячено 162-й епізод англомовного подкасту «Beyond the paint with Bernardine».